# Đảo Migingo
Migingo là một hòn đảo rộng 2.000 mét vuông (0.49-acre; 0.20 hectare) ở hồ Victoria. Hòn đảo này có mật độ dân số dày đặc và là trung tâm của một cuộc tranh chấp lãnh thổ cấp thấp giữa Kenya và Uganda.

## Tuyên bố chủ quyền
Trong năm 2008-2009, hòn đảo này đã được cả Kenya lẫn Uganda đòi chủ quyền. Vào tháng 7 năm 2009, một nhóm điều tra đã phát hiện ra rằng hòn đảo này dài 510 mét (1.670 ft) phía đông biên giới Kenya-Uganda bên trong hồ, một phát hiện được hỗ trợ bởi hình ảnh Google Earth có sẵn. Từ năm 1926, chủ quyền lãnh thổ của đảo đã được thể hiện trên bản đồ và bằng ngôn ngữ trên các tài liệu chính thức như Kenya.